# Теория двух наций
Теория двух наций (англ. Two-Nation Theory) — идеологическая концепция в Британской Индии, согласно которой религиозное самосознание является основным для индийских мусульман, а язык и этничность при этом особой роли не играют.
Мусульманские идеологи Индии полагали, что ислам и индуизм — не только две религии, но и две социальные группы с абсолютно разными обычаями. Глубокое изучение истории этой земли доказывает, что различия между индусами и мусульманами были не только в борьбе за политическое господство, но также и в столкновениях на почве религиозной неприязни. Несмотря на совместное проживание на протяжении более чем тысячи лет, они продолжали развивать разные культуры и традиции. Их предпочтения в еде, музыке и архитектуре были разными. Даже язык и одежда различались у этих общин.

## История
Идеология создания независимого Пакистана сложились через эволюционный процесс. Благодаря усилиями Саида Ахмад-хана начался период мусульманского национального пробуждения; Мухаммад Икбал также способствовал этим процессам через своё творчество, а Мухаммад Али Джинна реализовал эту теорию в реальность. 
В 1940 году во время ежегодной сессии Всеиндийской мусульманской лиги в Лахоре была подписана Лахорская резолюция. Эта сессия оказалась исторической. В первый день работы сессии Мухаммад Али Джинна рассказал о событиях последних нескольких месяцев: в импровизированной речи он представил свои собственные пути решения мусульманской проблемы в Британской Индии. Он сказал, что различия между индуистами и мусульманами столь велики, что их объединение в рамках одного центрального правительства было бы полно серьёзных рисков. Мухаммад Али Джинна хотел, чтобы Пакистан был исламским и демократическим государством. Мусульмане Пакистана получили возможность жить в исламском государстве после раздела Британской Индии в 1947 году.